# ۱۴ رمضان
۱۴ رمضان، چهاردهمین روز از ماه رمضان در تقویم هجری قمری است.
در تقویم هجری قمری قراردادی این روز دویست و پنجاهمین روز سال است.

## رویدادها
- ۳۵۹ - آغاز بنای دانشگاه الازهر در قاهره توسط فاطمیان